# شینگ‌دولان
شینگ‌دولان (به لاتین: Şingədulan) یک منطقه مسکونی در جمهوری آذربایجان است که در شهرستان لریک واقع شده است.

## جمعیت
شینگ‌دولان ۹۷۰ نفر جمعیت دارد.

## ریشه واژه
شینگ یا شنگ در زبان تالشی به‌معنی سمور آبی و دولان یا دولُن به‌معنی جای عمیق و ژرف یا گودال یا چاله است و معنای کامل شینگ‌دولان می‌شود گودالی که در آن سمور آبی وجود دارد.